# Giulia Gianesini
Giulia Gianesini (* 21. März 1984 in Asiago) ist eine ehemalige italienische Skirennläuferin. Ihre größten Erfolge feiert sie im Riesenslalom.

## Biografie
Erste FIS-Rennen bestritt Gianesini im Dezember 1999, der erste Sieg folgte im April 2001. Im Europacup ging sie erstmals im Januar 2003 an den Start. In der Saison 2004/05 erreichte sie in der Gesamtwertung Rang acht und in der Riesenslalomwertung Rang fünf. Im Weltcup debütierte die Italienerin im Dezember 2004, ihre ersten Weltcuppunkte gewann sie aber erst am 26. Januar 2008 mit dem 24. Rang im Riesenslalom von Ofterschwang. Ihr bisher bestes Resultat ist der neunte Rang im Riesenslalom von Cortina d’Ampezzo am 24. Januar 2010. Im Europacup erreichte sie in der Saison 2008/09 den dritten und in der Saison 2010/11 den fünften Platz in der Riesenslalomwertung. Im März 2009 wurde sie italienische Meisterin im Riesenslalom.

## Erfolge

### Weltcup
- 2 Platzierungen unter den besten zehn in Einzelrennen
- 1 Podestplatz bei Mannschaftswettbewerben

### Europacup
- Saison 2004/05: 8. Gesamtwertung, 5. Riesenslalomwertung
- Saison 2008/09: 3. Riesenslalomwertung
- Saison 2010/11: 5. Riesenslalomwertung
- 6 Podestplätze

### Juniorenweltmeisterschaften
- Maribor 2004: 15. Slalom

### Weitere Erfolge
- Italienische Meisterin im Riesenslalom 2009
- Italienische Vizemeisterin im Riesenslalom 2006
- Italienische Vizemeisterin in der Kombination 2006 und 2008
- Italienische Vizejuniorenmeisterin im Riesenslalom 2001
- Sieg im Super-G bei der Universiade 2007
- 15 Siege in FIS-Rennen (10× Riesenslalom, 3× Super-G, 2× Slalom)